# Бенабдеррахман, Аймен
Аймен Бенабдеррахман (араб. أيمن بن عبد الرحمان‎, фр. Aïmene Benabderrahmane; род. 30 августа 1966, Алжир) — алжирский финансист и политик, премьер-министр Алжира с 30 июня 2021 по 11 ноября 2023 года.

## Биография
Родился 30 августа 1966 года в городе Алжир, окончил Национальную школу администрации. Сделал профессиональную карьеру финансиста.
С 1991 по 2000 год работал в Генеральной финансовой инспекции Министерства финансов Алжира, с 2006 года — главный финансовый инспектор, в 2001—2010 годах занимал должность заместителя директора инспекции. С 2010 года работал в Банке Алжира, в 2019 году возглавил его. 23 июня 2020 года назначен министром финансов Алжира.
30 июня 2021 года президент Теббун назначил Бенабдеррахмана на должность премьер-министра Алжира.
7 июля 2021 года Бенабдеррахман сформировал своё правительство в составе 34 министров.
В июле 2023 года Бенабдеррахман принял участие в саммите Россия–Африка 2023 года в Санкт-Петербурге и встретился с президентом России Владимиром Путиным.